# Franklyn Morales
Franklyn Joel Morales Martínez (El Progreso, Yoro, 13 de febrero de 1988) es un futbolista hondureño. Juega como delantero en el Honduras Progreso de la Liga Nacional de Honduras.

## Trayectoria
Inició su carrera deportiva con el Club Deportivo Discua de la Liga Mayor de Fútbol de Honduras (Tercera División). Para el segundo semestre de 2011, el Honduras Progreso de la Liga de Ascenso de Honduras, adquiere sus servicios deportivos, club con el cual logra adquirir experiencia profesional.

### Honduras Progreso
En 2014, tras haber conquistado el Torneo Apertura 2013 y el Torneo Clausura 2014 de la Liga de Ascenso, su equipo, el Honduras Progreso logra regresar a la Liga Nacional de Honduras, tras casi cincuenta años de ausencia. Fue así que El Owen debutó en primera división el 2 de agosto de 2014, en el triunfo 2-0 sobre Olimpia en el Estadio Carlos Miranda, mientras que su primer gol se lo anotó a Real España.

## Clubes
| Club              | País     | Año             |
| ----------------- | -------- | --------------- |
| CD Discua         | Honduras | 2008 - 2011     |
| Honduras Progreso | Honduras | 2011 - Presente |

## Participaciones internacionales
| Competición                              | Club              | Resultado    |
| ---------------------------------------- | ----------------- | ------------ |
| Liga de Campeones de la Concacaf 2016-17 | Honduras Progreso | Primera fase |
| Liga Concacaf 2017                       | Honduras Progreso | Primera fase |

## Palmarés

### Campeonatos nacionales
| Título                | Club              | País     | Año  |
| --------------------- | ----------------- | -------- | ---- |
| Apertura del Ascenso  | Honduras Progreso | Honduras | 2013 |
| Supercopa de Honduras | Honduras Progreso | Honduras | 2014 |
| Clausura del Ascenso  | Honduras Progreso | Honduras | 2014 |
| Torneo Apertura       | Honduras Progreso | Honduras | 2015 |